# 国際連合安全保障理事会決議の一覧 (2301-2400)
| 決議 | 日付           | 投票        | 備考                                                                             | 文書リンク                                            |
| --- | -------------- | ----------- | -------------------------------------------------------------------------------- | ----------------------------------------------------- |
| 2016年安全保障理事会理事国 · 中国 フランス ロシア イギリス アメリカ合衆国 · アンゴラ エジプト スペイン 日本 マレーシア ニュージーランド セネガル ウクライナ ウルグアイ ベネズエラ           |                |             |                                                                                  |                                                       |
| 2301 | 2016年7月26日  | 全会一致    | 国連中央アフリカ多面的統合安定化ミッションの活動期限延長                         | 原文 ウィキソース(英語)                               |
| 2302 | 2016年7月29日  | 全会一致    | 国際連合南スーダン派遣団の活動期限延長                                           | 原文 ウィキソース(英語)                               |
| 2303 | 2016年7月29日  | 採択 11-0-4 | ブルンジ情勢                                                                     | 原文 ウィキソース(英語)                               |
| 2304 | 2016年8月12日  | 採択 11-0-4 | 国際連合南スーダン派遣団の活動期限延長                                           | 原文 ウィキソース(英語)                               |
| 2305 | 2016年8月30日  | 全会一致    | 国際連合レバノン暫定駐留軍の活動期限延長                                         | 原文 ウィキソース(英語)                               |
| 2306 | 2016年9月6日   | 全会一致    | 旧ユーゴスラビア国際戦犯法廷の規定改正                                           | 原文 ウィキソース(英語)                               |
| 2307 | 2016年9月13日  | 全会一致    | コロンビアの和平について                                                         | 原文 ウィキソース(英語)                               |
| 2308 | 2016年9月14日  | 全会一致    | 国際連合リベリア・ミッションの活動期限延長                                       | 原文 ウィキソース(英語)                               |
| 2309 | 2016年9月22日  | 全会一致    | 民間航空機に対するテロ攻撃について                                               | 原文 日本語訳 ウィキソース(英語)                      |
| 2310 | 2016年9月23日  | 採択 14-0-1 | 核の不拡散について                                                               | 原文 日本語訳 ウィキソース(英語)                      |
| 2311 | 2016年10月6日  | 全会一致    | アントニオ・グテーレスを事務総長に推薦                                           | 原文 日本語訳 ウィキソース(英語)                      |
| 2312 | 2016年10月6日  | 採択 14-0-1 | リビアからの不法移民や人身売買が疑われる船の検査実施の延長                       | 原文 日本語訳 ウィキソース(英語)                      |
| 2313 | 2016年10月13日 | 全会一致    | 国際連合ハイチ安定化ミッションの活動期限延長                                     | 原文 ウィキソース(英語)                               |
| 2314 | 2016年10月31日 | 全会一致    | 決議2235に基づくシリアにおける化学兵器使用の調査メカニズムの活動期限延長         | 原文 ウィキソース(英語)                               |
| 2315 | 2016年11月8日  | 全会一致    | ボスニア・ヘルツェゴビナにおける欧州連合部隊アルテアの活動期限延長               | 原文 ウィキソース(英語)                               |
| 2316 | 2016年11月9日  | 全会一致    | ソマリア情勢                                                                     | 原文 ウィキソース(英語)                               |
| 2317 | 2016年11月10日 | 採択 10-0-5 | ソマリアに対する武器の禁輸延長                                                   | 原文 日本語訳 ウィキソース(英語)                      |
| 2318 | 2016年11月15日 | 全会一致    | 国際連合アビエ暫定治安部隊の活動期限延長                                         | 原文 日本語訳 ウィキソース(英語)                      |
| 2319 | 2016年11月17日 | 全会一致    | 決議2235に基づくシリアにおける化学兵器使用の調査メカニズムの活動期限延長         | 原文 ウィキソース(英語)                               |
| 2320 | 2016年11月18日 | 全会一致    | 国連とアフリカ連合を始めとする地域連合との関係強化について                       | 原文 ウィキソース(英語)                               |
| 2321 | 2016年11月30日 | 全会一致    | 核実験を実施した北朝鮮に対する追加制裁                                           | 原文 日本語訳 ウィキソース(英語) ウィキソース日本語訳 |
| 2322 | 2016年12月12日 | 全会一致    | テロとの戦いについて                                                             | 原文 ウィキソース(英語)                               |
| 2323 | 2016年12月13日 | 全会一致    | 国際連合リビア支援団の活動期限延長                                               | 原文 ウィキソース(英語)                               |
| 2324 | 2016年12月14日 | 全会一致    | 潘基文事務総長への感謝                                                           | 原文 ウィキソース(英語)                               |
| 2325 | 2016年12月15日 | 全会一致    | 核の不拡散に関する1540委員会の継続について                                       | 原文 ウィキソース(英語)                               |
| 2326 | 2016年12月15日 | 全会一致    | 国際連合南スーダン派遣団の活動期限延長                                           | 原文 ウィキソース(英語)                               |
| 2327 | 2016年12月16日 | 全会一致    | 国際連合南スーダン派遣団の活動期限延長                                           | 原文 ウィキソース(英語)                               |
| 2328 | 2016年12月19日 | 全会一致    | シリア情勢について                                                               | 原文 ウィキソース(英語)                               |
| 2329 | 2016年12月19日 | 全会一致    | 旧ユーゴスラビア戦犯法廷の判事、検察官の任期延長について                         | 原文 ウィキソース(英語)                               |
| 2330 | 2016年12月19日 | 全会一致    | 国際連合兵力引き離し監視軍の活動期限延期                                         | 原文 ウィキソース(英語)                               |
| 2331 | 2016年12月20日 | 全会一致    | 人身売買について                                                                 | 原文 ウィキソース(英語)                               |
| 2332 | 2016年12月21日 | 全会一致    | シリアへの人道支援物資の監視メカニズムの期限延長                                 | 原文 ウィキソース(英語)                               |
| 2333 | 2016年12月23日 | 採択 12-0-3 | 国際連合リベリア・ミッションの活動期限延長                                       | 原文 ウィキソース(英語)                               |
| 2334 | 2016年12月23日 | 採択 14-0-1 | イスラエルによるパレスチナ占領について                                           | 原文 ウィキソース(英語)                               |
| 2335 | 2016年12月30日 | 全会一致    | 決議1958に基づくイラク政府への口座の移転を延長                                   | 原文 ウィキソース(英語)                               |
| 2336 | 2016年12月31日 | 全会一致    | シリアの和平について                                                             | 原文 ウィキソース(英語)                               |
| 2017年安全保障理事会理事国 · 中国 フランス ロシア イギリス アメリカ合衆国 · ボリビア エジプト エチオピア イタリア 日本 カザフスタン セネガル スウェーデン ウクライナ ウルグアイ             |                |             |                                                                                  |                                                       |
| 2337 | 2017年1月19日  | 全会一致    | ガンビア情勢                                                                     | 原文 ウィキソース(英語)                               |
| 2338 | 2017年1月26日  | 全会一致    | 国際連合キプロス平和維持軍の活動期限延長                                         | 原文 ウィキソース(英語)                               |
| 2339 | 2017年1月27日  | 全会一致    | 中央アフリカに対する制裁延長                                                     | 原文 ウィキソース(英語)                               |
| 2340 | 2017年2月8日   | 全会一致    | 南スーダン情勢、決議1591に基づき設置された専門家パネルの活動期限延期             | 原文 日本語訳 ウィキソース(英語)                      |
| 2341 | 2017年2月13日  | 全会一致    | インフラに対するテロへの対策を呼びかけ                                           | 原文 日本語訳 ウィキソース(英語)                      |
| 2342 | 2017年2月23日  | 全会一致    | イエメンに対する制裁延長                                                         | 原文 ウィキソース(英語)                               |
| 2343 | 2017年2月23日  | 全会一致    | 国際連合ギニアビサウ統合平和構築支援事務所の活動期限延長                         | 原文 ウィキソース(英語)                               |
| 2344 | 2017年3月17日  | 全会一致    | 国際連合アフガニスタン支援ミッションの活動期限延長                               | 原文 日本語訳 ウィキソース(英語)                      |
| 2345 | 2017年3月23日  | 全会一致    | 北朝鮮情勢、決議1874に基づき設置された専門家パネルの活動期限延期                 | 原文 ウィキソース(英語)                               |
| 2346 | 2017年3月23日  | 全会一致    | 国際連合ソマリア支援ミッションの活動期限延期                                     | 原文 ウィキソース(英語)                               |
| 2347 | 2017年3月24日  | 全会一致    | ISILによる文化財破壊を非難                                                       | 原文 ウィキソース(英語)                               |
| 2348 | 2017年3月31日  | 全会一致    | 国際連合コンゴ民主共和国安定化ミッションの活動期限延期                           | 原文 ウィキソース(英語)                               |
| 2349 | 2017年4月13日  | 全会一致    | アフリカの安全保障                                                               | 原文 ウィキソース(英語)                               |
| 2350 | 2017年4月28日  | 全会一致    | 国際連合ハイチ安定化ミッションの終了について                                     | 原文 日本語訳 ウィキソース(英語)                      |
| 2351 | 2017年4月28日  | 全会一致    | 国際連合西サハラ住民投票ミッションの活動期限延長                                 | 原文 ウィキソース(英語)                               |
| 2352 | 2017年5月15日  | 全会一致    | 国際連合アビエ暫定治安部隊の活動期限延長                                         | 原文 日本語訳 ウィキソース(英語)                      |
| 2353 | 2017年5月24日  | 全会一致    | 南スーダンに対する制裁延長                                                       | 原文 日本語訳 ウィキソース(英語)                      |
| 2354 | 2017年5月24日  | 全会一致    | テロとの戦いについて                                                             | 原文 日本語訳 ウィキソース(英語)                      |
| 2355 | 2017年5月26日  | 全会一致    | アフリカ連合ソマリア・ミッションの活動期限延期                                   | 原文 ウィキソース(英語)                               |
| 2356 | 2017年6月2日   | 全会一致    | 繰り返し弾道ミサイルを発射した北朝鮮に対する追加制裁                             | 原文 日本語訳 ウィキソース(英語) ウィキソース日本語訳 |
| 2357 | 2017年6月12日  | 全会一致    | リビアへ武器を輸出する疑いのある船舶の検査の延長                                 | 原文 ウィキソース(英語)                               |
| 2358 | 2017年6月14日  | 全会一致    | 国際連合ソマリア支援ミッションの活動期限延期                                     | 原文 ウィキソース(英語)                               |
| 2359 | 2017年6月21日  | 全会一致    | サヘル5カ国によるG5 Sahelを歓迎                                                  | 原文 ウィキソース(英語)                               |
| 2360 | 2017年6月21日  | 全会一致    | コンゴ民主共和国に対する制裁の更新                                               | 原文 ウィキソース(英語)                               |
| 2361 | 2017年6月29日  | 全会一致    | 国際連合兵力引き離し監視軍の活動期限延期                                         | 原文 ウィキソース(英語)                               |
| 2362 | 2017年6月29日  | 全会一致    | リビアに対する制裁延長                                                           | 原文 ウィキソース(英語)                               |
| 2363 | 2017年6月29日  | 全会一致    | 国際連合アフリカ連合ダルフール派遣団の活動期限延長                               | 原文 日本語訳 ウィキソース(英語)                      |
| 2364 | 2017年6月29日  | 全会一致    | 国際連合マリ多元統合安定化ミッションの活動期限延期                               | 原文 ウィキソース(英語)                               |
| 2365 | 2017年6月30日  | 全会一致    | 武装紛争後の地雷等の除去について                                                 | 原文 日本語訳 ウィキソース(英語)                      |
| 2366 | 2017年7月10日  | 全会一致    | 国際連合コロンビア検証ミッションの設立について                                   | 原文 日本語訳 ウィキソース(英語)                      |
| 2367 | 2017年7月14日  | 全会一致    | 国際連合イラク支援ミッションの活動期限延長                                       | 原文 ウィキソース(英語)                               |
| 2368 | 2017年7月20日  | 全会一致    | ISIL及びアルカイーダに対する制裁について                                         | 原文 ウィキソース(英語)                               |
| 2369 | 2017年7月27日  | 全会一致    | 国際連合キプロス平和維持軍の活動期限延長                                         | 原文 ウィキソース(英語)                               |
| 2370 | 2017年8月2日   | 全会一致    | テロとの戦いについて                                                             | 原文 ウィキソース(英語)                               |
| 2371 | 2017年8月5日   | 全会一致    | ICBMを発射した北朝鮮に対する追加制裁                                             | 原文 日本語訳 ウィキソース(英語) ウィキソース日本語訳 |
| 2372 | 2017年8月30日  | 全会一致    | アフリカ連合ソマリア・ミッションの軍人削減、任務の優先付け                       | 原文 ウィキソース(英語)                               |
| 2373 | 2017年8月30日  | 全会一致    | 国際連合レバノン暫定駐留軍の活動期限延長                                         | 原文 ウィキソース(英語)                               |
| 2374 | 2017年9月5日   | 全会一致    | マリに対する制裁、制裁委員会の設置                                               | 原文 日本語訳 ウィキソース(英語)                      |
| 2375 | 2017年9月11日  | 全会一致    | 核実験を実施した北朝鮮に対する追加制裁                                           | 原文 日本語訳 ウィキソース(英語) ウィキソース日本語訳 |
| 2376 | 2017年9月14日  | 全会一致    | 国際連合リビア支援団の活動期限延長                                               | 原文 ウィキソース(英語)                               |
| 2377 | 2017年9月14日  | 全会一致    | 国際連合コロンビア検証ミッションを承認                                           | 原文 ウィキソース(英語)                               |
| 2378 | 2017年9月20日  | 全会一致    | 平和維持活動について                                                             | 原文 ウィキソース(英語)                               |
| 2379 | 2017年9月21日  | 全会一致    | イラクにおけるISILによる戦争犯罪の調査チーム設立について                         | 原文 ウィキソース(英語)                               |
| 2380 | 2017年10月5日  | 全会一致    | リビアからの不法移民や人身売買が疑われる船の検査延長                             | 原文 ウィキソース(英語)                               |
| 2381 | 2017年10月5日  | 全会一致    | 国際連合コロンビア検証ミッションの一時的な任務について                           | 原文 ウィキソース(英語)                               |
| 2382 | 2017年11月6日  | 全会一致    | 国際連合平和維持活動の警察活動について                                           | 原文 日本語訳 ウィキソース(英語)                      |
| 2383 | 2017年11月6日  | 全会一致    | ソマリアの海賊について                                                           | 原文 ウィキソース(英語)                               |
| 2384 | 2017年11月7日  | 全会一致    | ボスニア・ヘルツェゴビナにおける欧州連合部隊アルテアの活動期限延長               | 原文 ウィキソース(英語)                               |
| 2385 | 2017年11月14日 | 採択 11-0-4 | ソマリアに対する武器の禁輸延長、ソマリア及びエリトリア監視グループの活動期限延長 | 原文 ウィキソース(英語)                               |
| 2386 | 2017年11月15日 | 全会一致    | 国際連合アビエ暫定治安部隊の活動期限延長                                         | 原文 ウィキソース(英語)                               |
| 2387 | 2017年11月15日 | 全会一致    | 国際連合中央アフリカ多面的統合安定化ミッションの活動期限延期                     | 原文 ウィキソース(英語)                               |
| 2388 | 2017年11月21日 | 全会一致    | 紛争後の人身売買について                                                         | 原文 日本語訳 ウィキソース(英語)                      |
| 2389 | 2017年12月8日  | 全会一致    | アフリカ大湖地域情勢について                                                     | 原文 ウィキソース(英語)                               |
| 2390 | 2017年12月8日  | 全会一致    | 決議1958に基づくイラク政府への口座の移転完了を歓迎                               | 原文 ウィキソース(英語)                               |
| 2391 | 2017年12月8日  | 全会一致    | サヘル5カ国によるG5 Sahelについて                                                | 原文 日本語訳 ウィキソース(英語)                      |
| 2392 | 2017年12月14日 | 全会一致    | 国際連合南スーダン派遣団の活動期限延長                                           | 原文 ウィキソース(英語)                               |
| 2393 | 2017年12月19日 | 採択 12-0-3 | シリアへの人道支援物資の監視メカニズムの期限延長                                 | 原文 ウィキソース(英語)                               |
| 2394 | 2017年12月21日 | 全会一致    | 国際連合兵力引き離し監視軍の活動期限延期                                         | 原文 ウィキソース(英語)                               |
| 2395 | 2017年12月21日 | 全会一致    | テロと国際平和と安全への脅威について                                             | 原文 ウィキソース(英語)                               |
| 2396 | 2017年12月21日 | 全会一致    | テロと国際平和と安全への脅威について                                             | 原文 ウィキソース(英語)                               |
| 2397 | 2017年12月21日 | 全会一致    | ICBMを発射した北朝鮮に対する追加制裁                                             | 原文 日本語訳 ウィキソース(英語) ウィキソース日本語訳 |
| 2018年安全保障理事会理事国 · 中国 フランス ロシア イギリス アメリカ合衆国 · ボリビア コートジボワール エチオピア 赤道ギニア カザフスタン クウェート オランダ ペルー ポーランド スウェーデン |                |             |                                                                                  |                                                       |
| 2398 | 2018年1月30日  | 全会一致    | 国際連合キプロス平和維持軍の活動期限延長                                         | 原文 ウィキソース(英語)                               |
| 2399 | 2018年1月30日  | 全会一致    | 中央アフリカに対する制裁延長                                                     | 原文 ウィキソース(英語)                               |
| 2400 | 2018年2月8日   | 全会一致    | 南スーダン情勢、決議1591に基づき設置された専門家パネルの活動期限延期             | 原文 ウィキソース(英語)                               |